# Harrison Township (comté de Vernon, Missouri)
Harrison Township est un township, situé dans le comté de Vernon, dans le Missouri, aux États-Unis,.
Le township est fondé en 1842.

### Source de la traduction
- (en) Cet article est partiellement ou en totalité issu de l’article de Wikipédia en anglais intitulé « Harrison Township, Vernon County, Missouri » (voir la liste des auteurs).